# Ли Да Бин
Ли Да Бин (кор. 이다빈; род. 7 декабря 1996, Республика Корея) — корейская тхэквондистка. Двукратный призёр летних Олимпийских игр 2020 и 2024 годов, чемпионка мира 2019 года, двукратная чемпионка Азиатских игр, чемпионка Азии 2016 года. Участница летних Олимпийских игр 2020 и 2024 годов.

## Биография
Ли Да Бин родилась 7 декабря 1996 года в Ульсане, Южная Корея.

## Карьера
Ли Да Бин представляла Южную Корею на Азиатских играх в 2014 и 2018 годах. На Азиатских играх 2014 года она завоевала золотую медаль в весовой категории до 62 кг. Четыре года спустя она завоевала еще одну золотую медаль в весовой категории свыше 67 кг, победив казахстанскую спортсменку Кансель Дениз. Ли стала чемпионкой мира в среднем весе среди женщин на чемпионате мира по тхэквондо 2019 года, который проходил в Манчестере.
Представляла Южную Корею на летних Олимпийских играх 2020 года в Токио. Прошла в финал соревнований в весовой категории свыше 67 кг среди женщин после победы на последней секунде над британкой Бьянкой Уокден. Уступила в матче за золотую медаль сербке Милице Мандич.
Завоевала серебряную медаль на чемпионате мира по тхэквондо 2022 года, проходившем в Гвадалахаре. В 2023 году она выступила в среднем весе на чемпионате мира по тхэквондо, проходившем в Баку. Выбыла из борьбы за награды в третьем раунде.
На летних Олимпийских играх 2024 года в Париже, в весовой категории свыше 67 кг стала обладательницей бронзовой медали. В схватке за третье место победила соперницу из Германии Лорену Брандль.